# Ujście
Ujście é um município da Polônia, na voivodia da Grande Polônia e no condado de Piła. Estende-se por uma área de 5,78 km², com 3 750 habitantes, segundo os censos de 2016, com uma densidade de 648,8 hab/km².